# Spoorwegmuseum Ambarawa

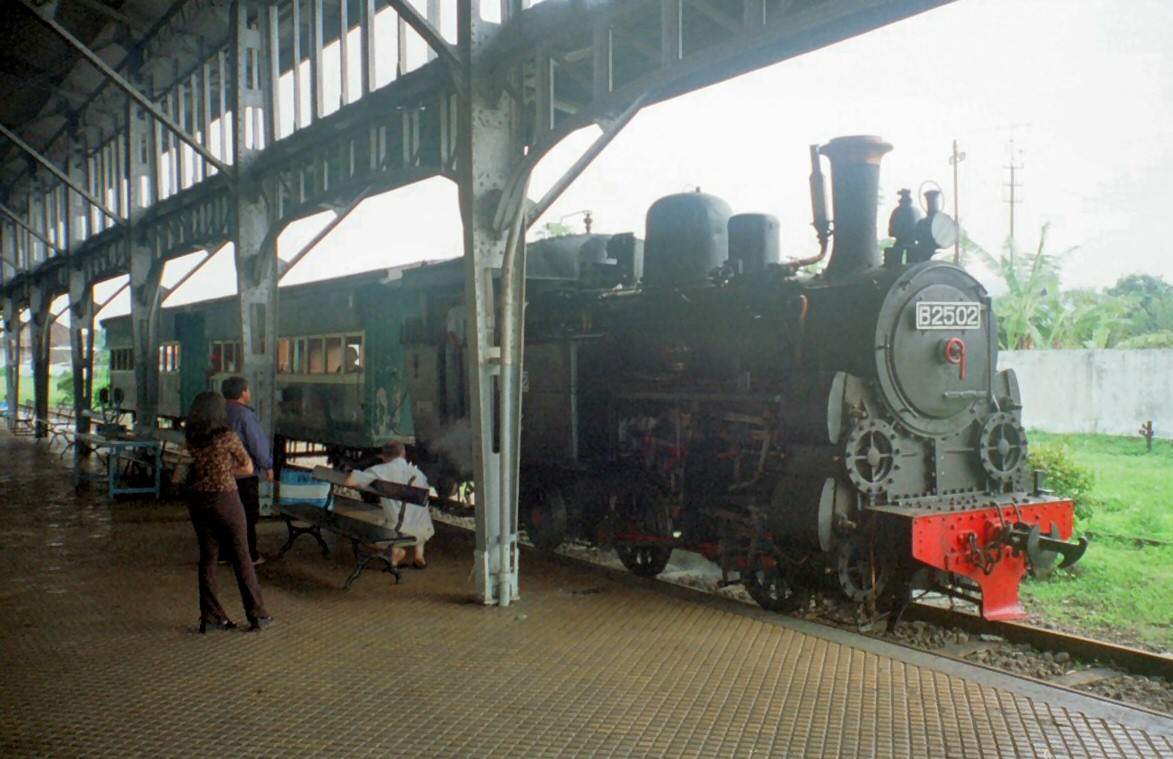
Locomotief B2502 aan het perron in Ambarawa.

Het Spoorwegmuseum Ambarawa (Indonesisch: Museum Kereta Api Ambarawa) bevindt zich te Panjang, Ambarawa, Semarang, op Midden-Java in Indonesië.
Het museum herbergt een uitgebreide verzameling van 21 historische locomotieven en het voormalige station, van waaruit een tandradspoorweg loopt naar het naburige Bedono.
Tijdens de Nederlandse koloniale periode was Ambarawa een belangrijke militaire plaats. Daarom wilde Koning Willem I er een station bouwen om zijn troepen naar Semarang te kunnen verplaatsen. In 1873 werd het Spoorwegstation Ambarawa gebouwd op een oppervlakte van 127.500 m² land.
De hoogtijdagen van het station in Ambarawa, toen bekend onder de naam Willem I Station, eindigde met het opheffen van de spoorlijn Ambarawa – Kedungjati – Semarang. In 1976 werd ook de spoorlijn Ambarawa – Secang – Magelang opgeheven.
Met de sluiting van het Ambarawa Station, besloten Soepardjo Roestam, de Gouverneur van Midden-Java, en het Hoofd van de spoorwegen in Midden-Java, de heer Soeharso, om een spoorwegmuseum in het complex van het station te vestigen.

## Bezittingen van het museum
- Toeristische tandradspoorweg
- Oude telefoonapparatuur
- Oude morsetelegrafie-apparatuur
- Oud meubilair
- Oude signaalapparatuur
- 21 locomotieven, waarvan twee in operationele staat (B2502 en B2503).